# Kepler-20e
Kepler-20e es el primer exoplaneta descubierto que tiene un tamaño más pequeño que la tierra, su radio es 0,87 veces el de la Tierra, siendo aun menor que el planeta Venus; completa una órbita en 6 días y su sol es muy parecido al nuestro. Está aproximadamente a 1000 años luz en la constelación de Lyra. Es de tipo rocoso y sin atmósfera.

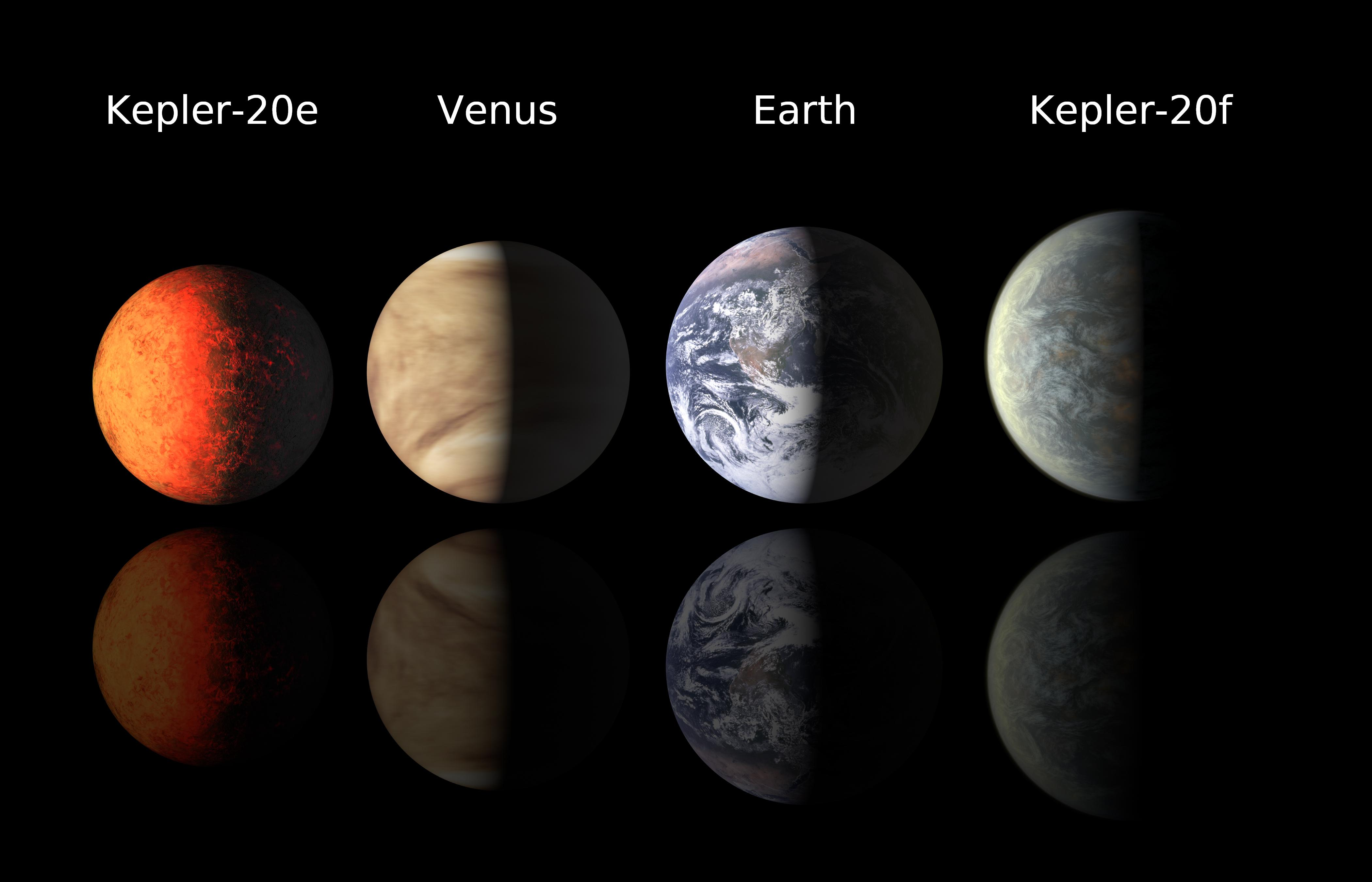
Concepción artística del tamaño de Kepler-20e junto con Venus, la Tierra y Kepler 20-f